# Маріта Редондо
Маріта Редондо (англ. Marita Redondo; нар. 19 лютого 1956) — колишня американська тенісистка.
Здобула 4 парні титули.
Найвищим досягненням на турнірах Великого шолома було 4 коло в одиночному розряді.

## Фінали турнірів WTA

### Одиночний розряд (1 перемога)
| Результат | Ранг | Рік  | Турнір                            | Покриття | Суперниця  | Рахунок  |
| --------- | ---- | ---- | --------------------------------- | -------- | ---------- | -------- |
| Поразка   | 1.   | 1973 | Atlantic City Tennis Classic, США | Тверде   | Кріс Еверт | 2–6, 5–7 |

### Парний розряд (4–4)
| Результат | Ранг | Рік  | Турнір                               | Покриття  | Партнерка        | Суперниці                    | Рахунок       |
| --------- | ---- | ---- | ------------------------------------ | --------- | ---------------- | ---------------------------- | ------------- |
| Перемога  | 1.   | 1973 | Atlantic City Tennis Classic, США    | Тверде    | Кріс Еверт       | Ілана Клосс Пат Вокден       | 6–4, 6–4      |
| Перемога  | 2.   | 1973 | Aberavon Cup, Велика Британія        | Килим (i) | Вірджинія Вейд   | Джулі Гелдман Енн Кійомура   | 4–6, 6–3, 7–6 |
| Перемога  | 3.   | 1973 | Edinburgh Cup, Велика Британія       | Килим (i) | Вірджинія Вейд   | Джулі Гелдман Енн Кійомура   | 6–1, 2–6, 6–4 |
| Перемога  | 4.   | 1973 | Billingham Cup, Велика Британія      | Килим (i) | Вірджинія Вейд   | Глініс Коулс Шерон Волш      | 6–7, 6–3, 6–2 |
| Поразка   | 5.   | 1974 | Medi-Quick Open, США                 | Трава     | Кетлін Гартер    | Енн Кійомура Пем Тігуарден   | 2–6, 0–6      |
| Поразка   | 6.   | 1976 | Virginia Slims of Dallas, США        | Килим (i) | Грір Стівенс     | Енн Геррант Енн Кійомура     | 3–6, 6–4, 4–6 |
| Поразка   | 7.   | 1978 | Virginia Slims of Seattle, США       | Килим (i) | Тріш Бостром     | Керрі Мелвілл Венді Тернбулл | 2–6, 3–6      |
| Поразка   | 8.   | 1981 | LA Women's Tennis Championships, США | Килим (i) | Пінат Луї Гарпер | Сью Баркер Енн Кійомура      | 1–6, 6–4, 1–6 |

## Futures finals

### Одиночний розряд (1–1)
| Результат | Ранг | Рік  | Турнір                          | Покриття  | Суперниця    | Рахунок  |
| --------- | ---- | ---- | ------------------------------- | --------- | ------------ | -------- |
| Перемога  | 1.   | 1978 | Avon Futures of San Diego, США  | Килим (i) | Пат Медрадо  | 6–2, 6–4 |
| Поразка   | 1.   | 1978 | Avon Futures Championships, США | Килим (i) | Джулі Ентоні | 3–6, 3–6 |